# Okhin Tengri Corona
Okhin Tengri Corona est une corona, formation géologique en forme de couronne, située sur la planète Vénus par -70,5° S et 40° E. Elle est localisée dans le quadrangle de Lada Terra. Elle a été nommée en référence à Okhin Tengri, déesse de la fertilité Kalmykan.

## Géographie et géologie
Okhin Tengri Corona couvre une surface circulaire d'environ 400 km de diamètre. Cette formation fait partie des 59 coronae de plus de 400 km de diamètre sur la surface de Vénus.